# Körte-Schule (Königsberg)
Die Körte-Schule war eine öffentliche Mädchenschule in der Altstädtischen Langgasse 43 in Königsberg in Preußen. Schulträger war die Stadt Königsberg. Namensgeber war der Königsberger Oberbürgermeister Siegfried Körte.

## Geschichte
Das Körte-Oberlyzeum wurde durch die Zusammenlegung der Lyzeen von Seydel in der Theaterstraße und Günther auf dem Steindamm gebildet und bezog im Jahr 1925 das frei gewordene Gebäude des ehemaligen Altstädtischen Gymnasiums. Die Körte-Schule war eine Mädchenschule, die ihre Schülerinnen in einem neusprachlichen und naturwissenschaftlichen Zweig bis zum Abitur führte. Das Schulgebäude wurde Ende August 1944 durch die Luftangriffe auf Königsberg zerstört.